# ジャン＝フレデリック・フェリポー・ド・モールパ

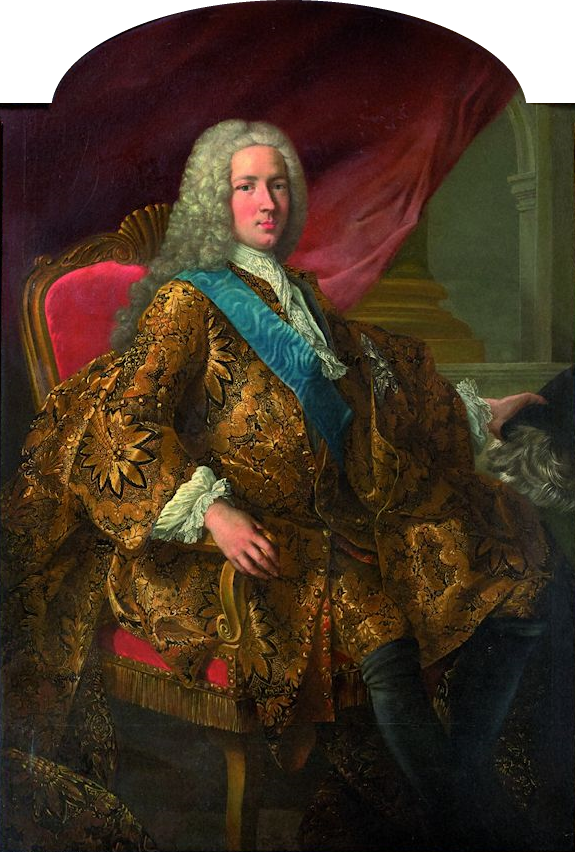
モールパ伯爵ジャン＝フレデリック・フェリポー

モールパ伯爵ジャン＝フレデリック・フェリポー（フランス語: Jean-Frédéric Phélypeaux, comte de Maurepas、1701年7月9日 - 1781年11月21日）は、フランス王国の政治家。

## 生涯
フランス海軍大臣ジェローム・フェリポー・ド・ポンシャルトランの息子として、1701年7月9日にヴェルサイユで生まれた。父が海軍大臣の職を世襲権つきで購入したため、子供の頃から国務大臣となるための教育を受け、14歳で海軍省に入った。
1718年、17歳という若さで（ラ・ヴリリエール侯爵の監護下とはいえ）宮内大臣に就任した。1723年8月16日には海軍大臣に正式に就任、海軍、植民地と海運を管理した。1738年に国務会議に入り、ラ・ヴリリエール侯爵（1725年没）の死後も海軍大臣に留まったが、1749年4月23日にポンパドゥール夫人を風刺したエピグラムが原因となってパリから追放された。リシュリュー公爵によるクーデターだったという。
海軍大臣の任期中、モールパはフランス海軍を再建、特に1730年代と1740年代には新大陸の植民地帝国の守備を強化した。モールパは効果的な情報機関を維持して、北米に向かうイギリス艦船の情報を得たため、それを守備の計画に活用することができた。トゥループ・ド・ラ・マリン（フランス領カナダの海兵隊）への予算の大幅増も追い風となり、1720年代から1730年代にかけて900万リーブル程度だった予算が1739年に1,920万、1740年に2,000万、1741年に2,600万、1742年に2,700万リーブルと増える一方だった。
1774年にルイ16世が国王に即位すると、モールパは国務大臣になり、ジャック・テュルゴーを財務大臣に、クレティアン＝ギヨーム・ド・ラモワニョン・ド・マルゼルブを宮内大臣に、シャルル・グラヴィエ・ド・ヴェルジャンヌを外務大臣に任命した。しかし、ルネ・ニコラ・シャルル・オーギュスタン・ド・モプーが廃止した高等法院を復活させるという失政を犯し、フランス革命の遠因を作ってしまった。テュルゴーがルイ16世への影響力を強めたため陰謀をめぐらし、1776年にテュルゴーを追い落としたが、代わりにジャック・ネッケルを任命したため6か月間の混乱を引き起こし、さらに1781年には今度はネッケルを見捨てた。同年11月21日、ヴェルサイユで死去した。

## 死後
アメリカ合衆国ルイジアナ州のモールパ湖はモールパ伯爵に因んで名づけられ、モールパの新大陸への影響が垣間見える。

## 家族
1718年、マリー＝ジャンヌ・フェリポー・ド・ラ・ヴリリエール（Marie-Jeanne Phélypeaux de La Vrillière）と結婚した。